# Лунинское сельское поселение (Калининградская область)
Лу́нинское се́льское поселе́ние — упразднённое муниципальное образование в составе Неманского района Калининградской области. Административный центр поселения — посёлок Лунино.
Население — 2144 чел. (2016).

## История
Лунинское сельское поселение образовано 30 июня 2008 года в соответствии с Законом Калининградской области № 257. В его состав вошли территории Лунинского, Маломожайского и Ульяновского сельских округов.
Законом Калининградской области от 18 октября 2016 года № 4, 1 января 2017 года все муниципальные образования Неманского муниципального района — Неманское городское поселение, Жилинское и Лунинское сельские поселения — были преобразованы, путём их объединения, в Неманский городской округ.

## Состав сельского поселения
В состав сельского поселения входят 12 населённых пунктов
- Березовка (посёлок) — 29[4]
- Волочаево (посёлок) — 41[4]
- Ганновка (посёлок) — 40[4]
- Гривино (посёлок) — 84[4]
- Грушевка (посёлок) — 8[4]
- Забродино (посёлок) — 98[4]
- Игнатово (посёлок) — 24[4]
- Каштановка (посёлок) — 38[4]
- Лунино (посёлок, административный центр) — 465[4]
- Маломожайское (посёлок) — 557[4]
- Ульяново (посёлок) — 607[4]
- Шмелево (посёлок) — 29[4]

## Население
| 2002  | 2009  | 2010  | 2012  | 2013  | 2014  | 2015  |
| ----- | ----- | ----- | ----- | ----- | ----- | ----- |
| 610   | ↗2428 | ↘2020 | ↗2042 | ↗2100 | ↗2131 | ↗2156 |
| 2016  |       |       |       |       |       |       |
| ↘2144 |       |       |       |       |       |       |

## Экономика
Около посёлка Маломожайское ведётся строительство Балтийской АЭС.
На территории поселения находятся болота с незначительными залежами торфа, которые в настоящее время не разрабатываются.

## Достопримечательности
- Памятники павшим советским воинам в Лунино и Ульяново
- Кирха в Ульяново

Краупишкен (Брайтенштайн, Ульяново) в 1910 году

- Историко-краеведческий музей в Ульяново, открыт в 1981 году[12].
- Храм Владимирской иконы Божьей Матери в Ульяново, построенный на личные средства вице-премьера регионального правительства Юрия Шалимова в 2007 году[13].
- Памятник солдатам, погибшим в Первую мировую войну (1914—1918) в Ульяново[14].